# Liste der Abgeordneten zum Oberösterreichischen Landtag (XVII. Gesetzgebungsperiode)
Diese Liste der Abgeordneten zum Oberösterreichischen Landtag (XVII. Gesetzgebungsperiode) listet alle Abgeordneten zum Oberösterreichischen Landtag in der XVII. Legislaturperiode auf. Die Gesetzgebungsperiode reichte vom 5. November 1949 bis zum 18. November 1955, die Angelobung der Abgeordneten erfolgte am 5. November 1949. Nach der Landtagswahl 1949 entfielen 23 der 48 Mandate auf die ÖVP, 15 auf die SPÖ und 10 auf die Wahlpartei der Unabhängigen (WdU). Durch den erstmaligen Antritt der WdU hatte insbesondere die ÖVP starke Verluste erlitten. Der Landtag wählte nach der Angelobung die Landesregierung Gleißner V, die während der gesamten Gesetzgebungsperiode amtierte.

## Funktionen

### Landtagspräsidenten
Peter Mandorf (ÖVP) übernahm zu Beginn der Gesetzgebungsperiode das Amt des Ersten Landtagspräsidenten. Nach seinem Tod am 30. Juli 1953 wurde Matthias Hödlmoser zu seinem Nachfolger gewählt. Das Amt des Zweiten Landtagspräsidenten wurde auf Grund der Mandatsstärke der SPÖ zugesprochen. Zunächst nahm Fridolin Schröpfer die Funktion wahr, am 18. Dezember 1953 wurde er von Fritz Harringer abgelöst. Alois Bachinger (WdU) wurde am 17. November 1954 zum Dritten Landtagspräsidenten gewählt.

### Klubobleute
Die Funktion des Klubobmanns übernahm in der SPÖ der Landeshauptmann-Stellvertreter Ludwig Bernaschek. Klubobmann des WdU war der Dritte Landtagspräsident Alois Bachinger.

### Landtagsabgeordnete
| Name                     | Fraktion | Anmerkung                                  |
| ------------------------ | -------- | ------------------------------------------ |
| Bachinger Alois          | WdU      |                                            |
| Barnert Emil             | WdU      |                                            |
| Bernaschek Ludwig        | SPÖ      |                                            |
| Blöchl Johann            | ÖVP      |                                            |
| Breitwieser Franz        | ÖVP      | bis 7. Oktober 1954                        |
| Buttinger Johann         | SPÖ      | ab 9. Juli 1953 für Ferdinand Doblhammer   |
| Demuth Stefan            | SPÖ      |                                            |
| Doblhammer Ferdinand     | SPÖ      | bis 9. Juli 1953                           |
| Duscher Matthias         | ÖVP      |                                            |
| Ecker-Stadlmayr Josef    | ÖVP      |                                            |
| Eder Paul                | ÖVP      | bis 28. Februar 1953                       |
| Eiblmayr Hannes          | WdU      |                                            |
| Enthammer Josef          | ÖVP      |                                            |
| Ganglberger Josef        | ÖVP      | ab 4. März 1954 für Franz Nimmervoll       |
| Gillesberger Johann      | WdU      | bis 24. Februar 1952                       |
| Gleißner Heinrich        | ÖVP      |                                            |
| Gmeiner Johann           | SPÖ      |                                            |
| Gottinger Heinrich       | ÖVP      |                                            |
| Grünbart Georg           | WdU      |                                            |
| Hager Franz              | ÖVP      |                                            |
| Hamberger Josef          | ÖVP      |                                            |
| Harringer Franz          | SPÖ      |                                            |
| Hausmann Roland          | WdU      |                                            |
| Hochgatterer Leopold     | SPÖ      |                                            |
| Hödlmoser Matthias       | ÖVP      |                                            |
| Kemetmüller Ferdinand    | SPÖ      |                                            |
| Kern Felix               | ÖVP      |                                            |
| Klausner Josef           | ÖVP      |                                            |
| Kletzmayr Hermann        | ÖVP      |                                            |
| Kokesch Karl             | ÖVP      | ab 30. Oktober 1953 für Peter Mandorf      |
| Kolb Rudolf              | SPÖ      |                                            |
| Koller-Feuchtinger Maria | SPÖ      |                                            |
| Königsreiter Ludwig      | ÖVP      |                                            |
| Kubanek Hermine          | SPÖ      | ab 17. November 1954 Josef Pöschl          |
| Mader Josef              | ÖVP      |                                            |
| Mandorfer Peter          | ÖVP      | bis 30. Juli 1953                          |
| Mayr Jakob               | ÖVP      |                                            |
| Mayr Wilhelm             | WdU      | ab 17. Dezember 1954 für Oswald Seewald    |
| Nimmervoll Franz         | ÖVP      | bis März 1954                              |
| Plasser Franz            | SPÖ      |                                            |
| Pöschl Josef             | SPÖ      | bis 27. Oktober 1954                       |
| Pritsch Theodor          | ÖVP      |                                            |
| Pülzl Karl               | SPÖ      | ab 30. Oktober 1953 für Fridolin Schröpfer |
| Rockenschaub Johann      | ÖVP      |                                            |
| Roschall Friedrich       | WdU      |                                            |
| Schmidbauer Anton        | WdU      |                                            |
| Schröpfer Fridolin       | SPÖ      | bis 14. Juli 1953                          |
| Schütz Franz             | ÖVP      |                                            |
| Seewald Oswald           | WdU      | bis Dezember 1954                          |
| Specht Engelbert         | WdU      | ab 9. Juni 1950 für Erwin Wascher          |
| Staudinger Johann        | ÖVP      | ab 6. Mai 1953 für Paul Eder               |
| Strasser Josef           | SPÖ      |                                            |
| Teschner Franz           | SPÖ      |                                            |
| Wascher Erwin            | WdU      | bis Juni 1950                              |
| Wildfellner Heinrich     | ÖVP      | ab 19. Oktober 1954 für Franz Breitwieser  |
| Zamponi Franz            | SPÖ      |                                            |
| Zöchling Franz           | WdU      | ab 17. Juni 1952 für Johann Gillesberger   |
| Zweimüller Franz         | ÖVP      |                                            |